# Харьковцы (Киевская область)
Харьковцы (укр. Харківці) — село, входит в Переяслав-Хмельницкий район Киевской области Украины.
Население по переписи 2001 года составляло 467 человек. Население по данным 2024 года составляло 298 человек. Занимает площадь 2,91 км².

## История
В XIX веке село Харьковцы в составе Демянской волости Переяславского уезда Полтавской губернии. В селе была с 1779 года Варваринская церковь.

## Местный совет
08431, Київська обл., Переяслав-Хмельницький р-н, с. Дем’янці, вул.Леніна,52б